# Vipera anatolica
Espèce
Synonymes
- Vipera ursinii anatolica Eiselt & Baran, 1970

Statut de conservation UICN

 CR B1ab(v)+2ab(v) : 
En danger critique
Vipera anatolica est une espèce de serpents de la famille des Viperidae.

## Répartition

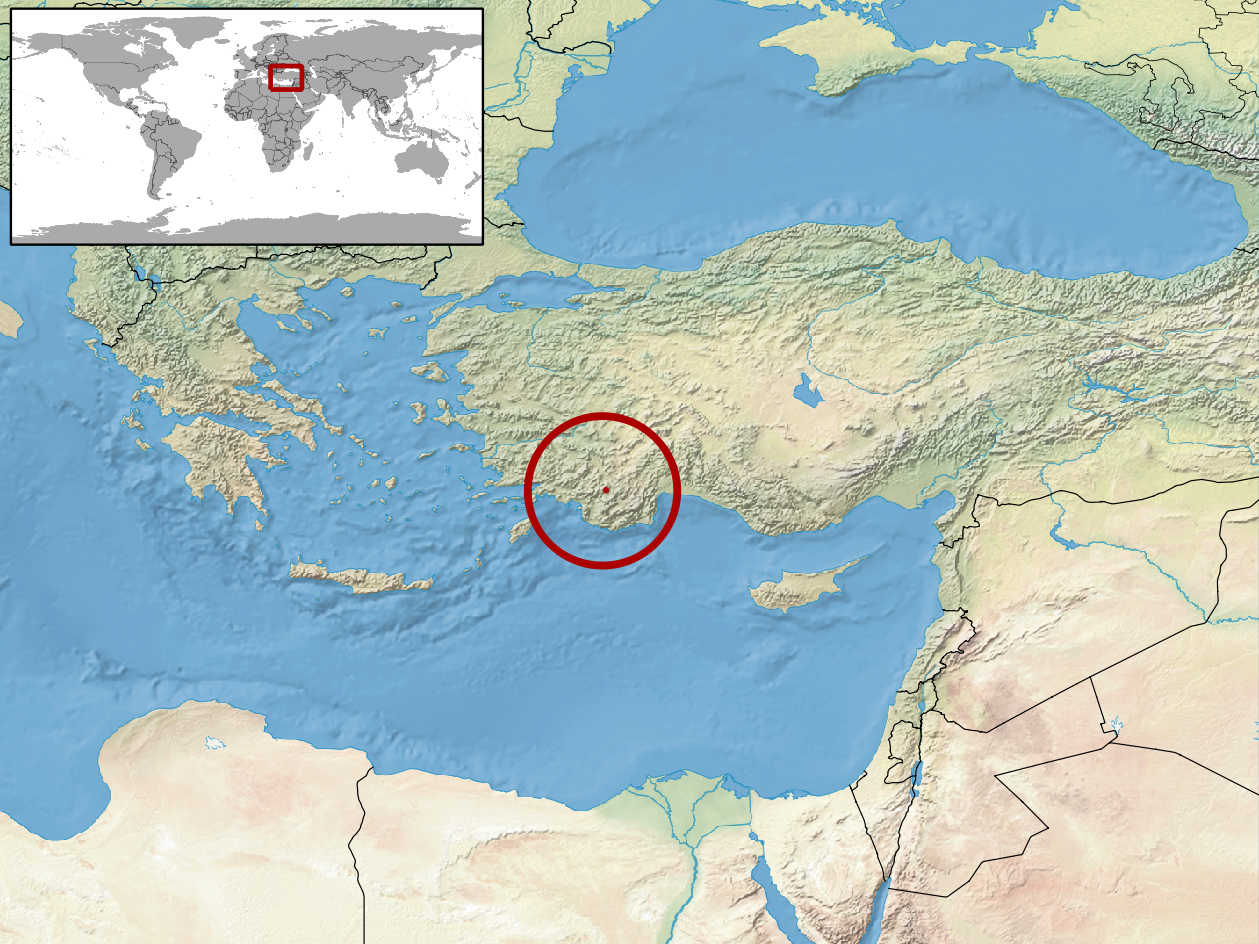
Distribution

Ce serpent est endémique du Sud-Ouest de la Turquie.

## Description
C'est un serpent venimeux.

## Étymologie
Son nom d'espèce lui a été donné en référence au lieu de sa découverte, l'Anatolie.

## Publication originale
- Eiselt & Baran, 1970 : Ergebnisse zoologischer Sammelreisen in der Türkei: Viperidae. Annalen des Naturhistorischen Museums, Wien, vol. 74, p. 357-369.